# Palazzo Venezia
Palazzo Venezia, även kallat Palazzo Barbo, är ett palats i Rom, beläget vid Piazza Venezia. Det nuvarande namnet kommer av att palatset 1564–1797 hyste Republiken Venedigs ambassad.

## Historia
Det nuvarande palatset uppfördes åren 1455–1467 av kardinalen, sedermera påven, Pietro Barbo. Det har sedan dess undergått ett flertal ombyggnader och restaureringar. När republiken Venedig upphörde att existera 1797 övertogs byggnaden av Österrike och blev säte för dess ambassad till Heliga Stolen. Under första världskriget, då Österrike och Italien var i krig med varandra, konfiskerades byggnaden 1916 av Italien och den har sedan dess ägts av den italienska staten. Redan några år före det, omkring 1910, i samband med att Piazza Venezia utvidgades och byggandet av Viktor Emanuel-monumentet kommit i sin slutfas, uppfördes på statligt initiativ en kopia av Palazzo Venezia på andra sidan Piazza Venezia.
Benito Mussolini inrättade den 16 september 1929 sitt högkvarter i Palazzo Venezia och från palatsets balkong tillkännagav han bland annat 1940 Italiens krigsförklaring mot Storbritannien och Frankrike.

## Byggnaden
Den fornkristna basilikan San Marco är inkorporerad i palatskomplexet. Det märkliga med palatset, som är ett av de tidigaste exemplen på profan renässansarkitektur i Rom, är att man inte vet vem arkitekten var. Med säkerhet vet man endast att Giuliano da Maiano var inblandad i någon omfattning men åsikterna går isär i frågan om han står för hela konstruktionen eller endast huvudingången. I Palazzo Venezia finns Museo Nazionale di Palazzo Venezia, som bland annat hyser terrakottaskulpturer av Bernini. I palatset finns även Biblioteca Nazionale d'Arte.